# ويليام مكورت
ويليام مكورت هو سياسي أسترالي، ولد في 1851، وتوفي في 1913. نشط حزبياً في حزب التجارة الحرة. وقد انتخب Speaker of the New South Wales Legislative Assembly ‏ (13 يونيو 1900 – 14 نوفمبر 1910) وانتخب عضو الجمعية التشريعية لنيو ساوث ويلز ‏ عن دائرة Electoral district of Camden ‏ (2 ديسمبر 1882 – 22 يونيو 1913).